# Den här kalendern kommer att förändra ditt liv 2006
Den här kalendern kommer att förändra ditt liv 2006 av Benrik Limited är en kalender med uppgifter att utföra varje vecka exempelvis sälja oansenliga sexuella tjänster, begå samtliga dödssynder, kidnappa sig själv eller förfölja en välkänd författare. Svensken Henrik Delehag och engelsmannen Ben Carey är duon bakom namnet Benrik.
2006 är första året kalendern kommit ut på svenska, den har funnits i två år tidigare och har sålt i över 20 länder.